# Pic d'Adam
Le pic d'Adam (en singhalais : ශ්‍රී පාදය Sri Pada (« noble pied ») ou සමනල කන්ද Samanala-kanda (« pic de Saman (en) ») ; en tamoul : சிவனொளிபாத மலை Sivanolipatha Malai (« montagne des lumineux pieds de Shiva ») ou பாவா ஆதம் மலை Baavaa Aadaam Malai (« montagne du Père Adam ») parmi les maures srilankais ; en arabe : الرحون Al-Rohun ou Al-Rahun (« l'âme »)) est un des sommets les plus importants de l'île du Sri Lanka. Conique et haut de 2 243 m, il est considéré comme un lieu saint par les hindous shivaïtes et les bouddhistes srilankais, qui en ont fait un lieu de pèlerinage, ainsi que par les musulmans.

## Situation
Il est situé au sud-ouest de l'île, dans le district de Ratnapura, à une quarantaine de kilomètres au nord-est de Ratnapura. La petite ville de Nuwara Eliya, dans le district voisin, sert souvent de base à son ascension.
Le pic d'Adam n'est cependant pas le point culminant de l'île, qui est le mont Pidurutalagala, avec 2 524 m.
Le pic d'Adam est important car il constitue le principal nœud hydrographique du Sri Lanka, quatre des principaux fleuves de l'île, dont le Mahaweli, le plus long, prenant leur source sur cette montagne et se jetant dans la mer sur les côtes est, ouest et sud-est. En outre, les régions situées au sud et à l'est de la montagne produisent des pierres précieuses — émeraudes, rubis, saphirs, etc. — qui ont fait la renommée de l'île et lui ont valu son ancien nom de Ratnadvipa, île des gemmes.

## Pèlerinage
Le sommet doit sa célébrité avant tout à une cavité de presque deux mètres, creusée dans la roche, que l'on trouve à son sommet, et qui est censée être une empreinte de pas. Celle-ci est tenue par les hindous, les bouddhistes et les musulmans comme la trace laissée respectivement par Shiva, Bouddha et Adam.
Les pèlerins de ces différentes religions, et même des chrétiens, gravissent ainsi les milliers de marches (entre 5 200 et 5 500) qui mènent au sommet afin de vénérer cette relique. Cette ascension dure plusieurs heures et se fait généralement entre les mois de décembre et d'avril ou mai. Les pèlerins — auxquels se mêlent souvent de nombreux touristes — partent tôt, de façon à l'atteindre pour le lever du soleil, ce qui permet de voir également la forme triangulaire de l'ombre produite par le sommet balayer la campagne environnante.

### Une empreinte à l'origine multiple
Les hindous du Sri Lanka voient dans l'empreinte la trace du passage de Shiva. Pour les musulmans il s'agit de l'empreinte que laissa Adam, lorsqu'il sortit du Jardin d'Éden et posa le pied sur l'île de Ceylan — symboliquement très proche du Paradis. De là, le nom de la montagne : pic d'Adam. On en retrouve sous cette vision des références dans la littérature moyenne-orientale, notamment dans les Voyages de Sinbad le marin, un des nombreux récits qui composent Les Mille et Une Nuits. En littérature islamique, il peut être assimilé au mont Nawdh (نوذ) ou Nudh, parfois situé en Inde.
Pour les bouddhistes, c'est là l'empreinte du pied (le gauche, précisent certains) de Bouddha (buddhapada). Selon une croyance locale, le Buddha aurait volé à travers les airs d'Inde au Sri Lanka, où il serait descendu dans le but d'y enseigner le Dharma. Selon les Sri-Lankais, il s'agirait là de sa troisième visite dans l'île.
L'Anglais Robert Knox — qui a vécu sur l'île entre 1659 et 1679 — note, lui, dans son Historical Relation of the Island Ceylon in the East-Indias publié en 1681 que « Bouddha a quitté la Terre depuis le sommet de la plus haute montagne de l'île, appelée Pico Adam : là se trouve une empreinte de pied, qui, dit-on, est la sienne »,.
Quant à Marco Polo, il avait précisé à la fin du XIIIe siècle que, selon les musulmans, sur le pic « se trouve le tombeau d'Adam notre premier père », tandis que « les idolâtres disent que ce fut le premier tombeau du premier idolâtre du monde qu'on nommait Sargamonyn Borcam (c’est-à-dire Shakyamuni Bouddha). »
Du côté des chrétiens, les colons portugais (à moins qu'il ne s'agisse d'autres chrétiens, sans qu'on puisse en dire plus) essayèrent de christianiser la légende en faisant de l'empreinte celle du pied de saint Thomas,. Mais il pourrait également s'agir de celle de Josephat, sorte de version christianisée de Bouddha, bien connu dès le Moyen Âge à travers la légende de Barlaam et Josaphat. C'est ainsi que l'historien et poète portugais Manuel de Faria e Sousa (1590-1649) écrit dans Asia Portuguesa (« l'Asie portugaise ») que les indigènes tiennent l'empreinte pour « [la] relique d'un Saint, qu'ils appellent en général Budam, c'est-à-dire Homme sage. » Et il poursuit : « Certains croient que ce saint était Josephat, mais il est plus vraisemblable qu'il s'agisse de saint Thomas, qui a laissé de nombreux monuments commémoratif en Orient et en Occident, au Brésil et au Paraguay. ». Il est possible que le mythe musulman ait aussi voyagé en Europe, bien avant les « Grandes découvertes » ou parallèlement à celles-ci, par l'intermédiaire de La Géographie d'Al Idrissi, où l'île de Sarandîb et sa montagne adamique y sont relativement valorisées.
Ibn Battûta est le premier à relater l'ascension du sommet — appelé selon lui Sarandîb —, qu'il a entreprise en 1344. Il confirme la présence de chaînes de fer installées comme main courante, déjà mentionnées par Marco Polo. Il décrit ainsi l'empreinte du pied :

« L'empreinte du noble Pied de notre père Adam est restée dans une haute roche noire située dans un vaste espace. Le noble Pied est tant enfoncé dans la roche que l'empreinte est en creux ; elle a onze empans de long. »

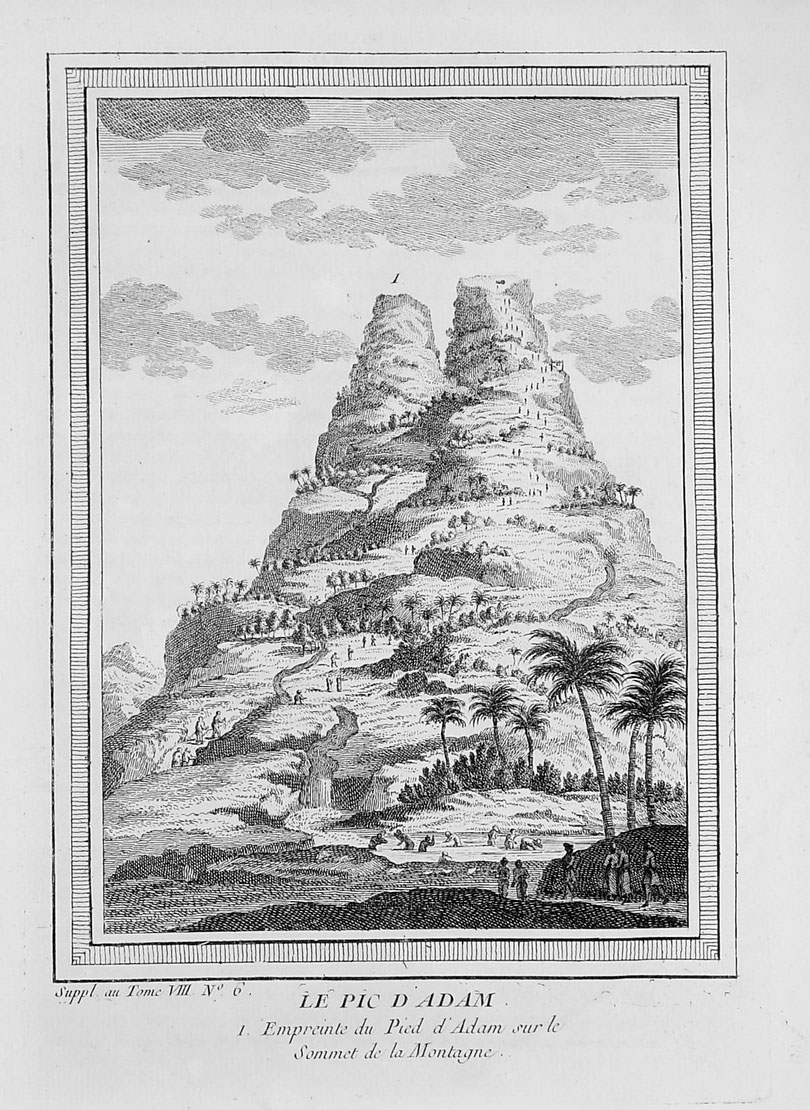
Pèlerins gravissant le pic d'Adam. Gravure tirée de l'Histoire générale des voyages d'Antoine François Prévost, 1747-1780.
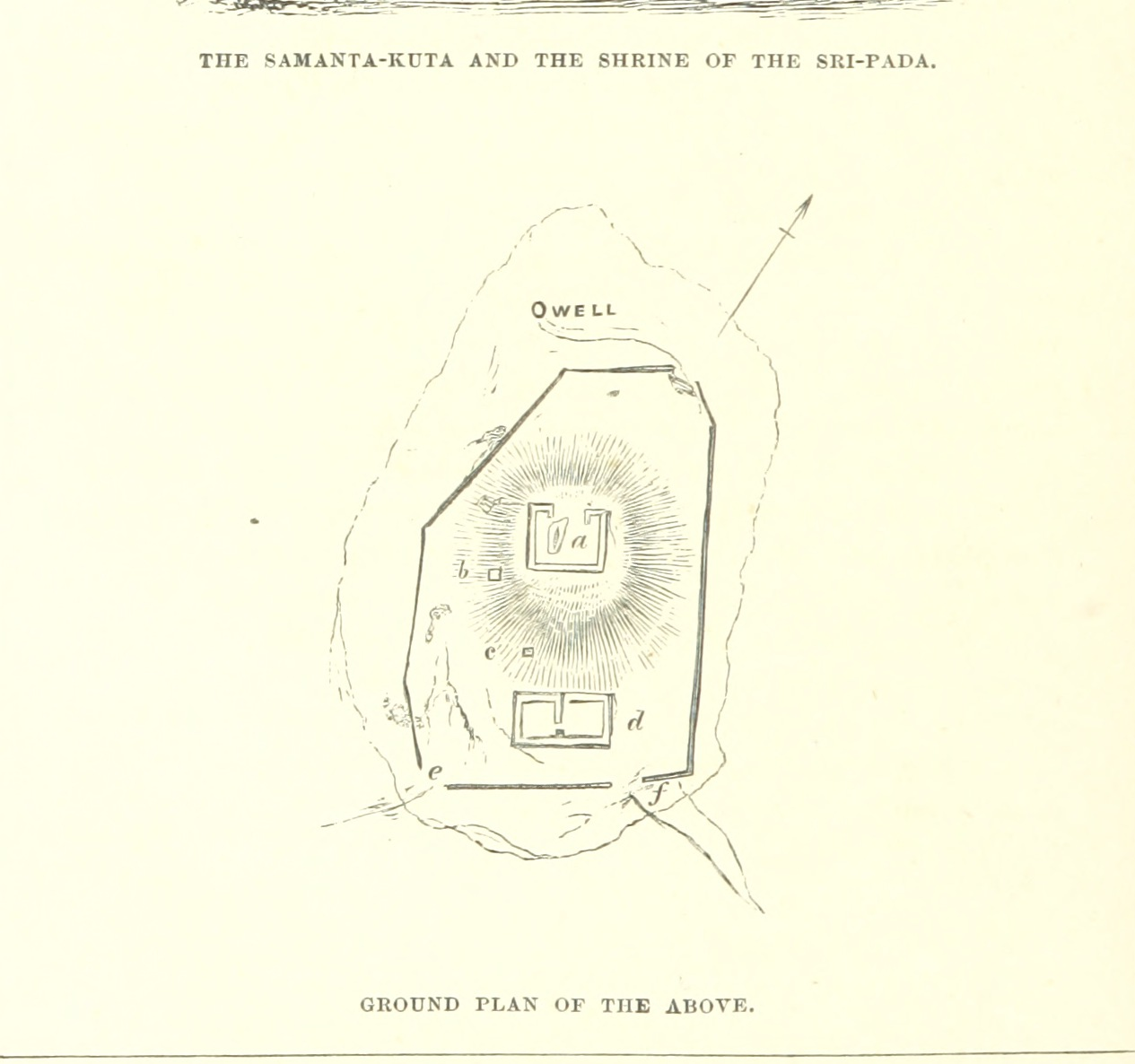
Plan du sommet du pic. En (a), l'empreinte ; en (d), plan au sol du sanctuaire dédié à l'empreinte. William Skeen, 1870.

## Tourisme

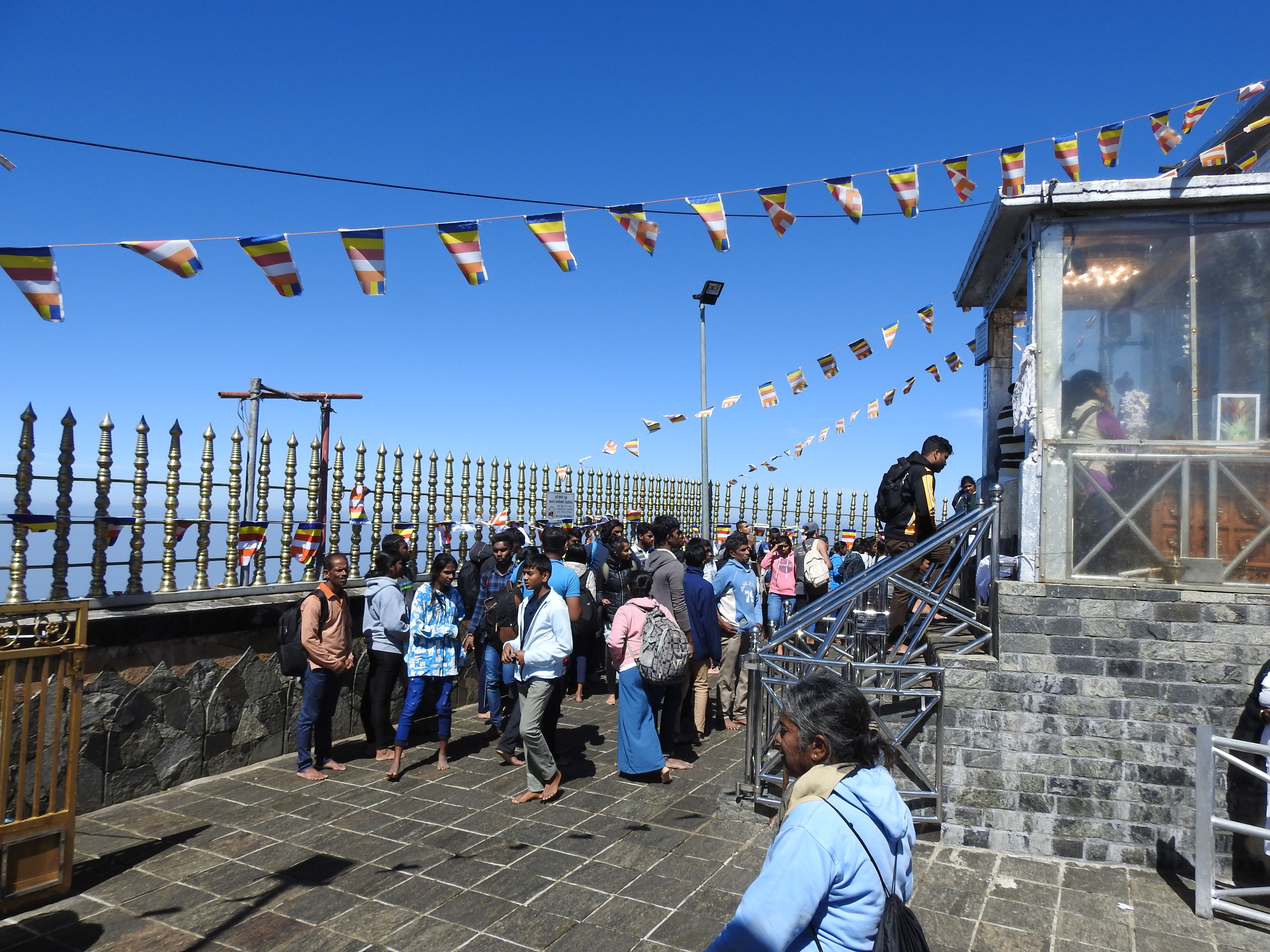
Attraction touristique au sommet, en février 2020.

La montagne est une importante attraction touristique, en particulier lors de la saison des pèlerinages qui dure de décembre à la mi-avril ; le pic fait partie des vingt sites à ne pas manquer, selon Lonely Planet. Si janvier et février sont les mois les plus animés, un des moments les plus forts est celui de la fête de Vesak, à la mi-mai. Entre ces dates, le pic et le temple du sommet sont déserts et, entre mai et octobre, la montagne disparaît souvent dans les nuages. 
Aujourd'hui, l'empreinte du pied est abritée dans un petit temple.